# Campanula sharsmithiae
Campanula sharsmithiae là loài thực vật có hoa trong họ Hoa chuông. Loài này được Morin mô tả khoa học đầu tiên năm 1980.